# الأمن المائي

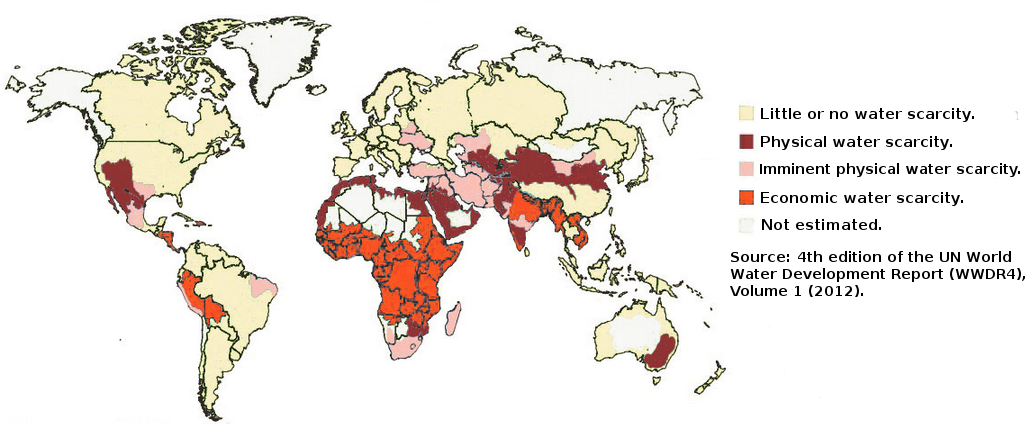
خريطة العالم في عام 2012 تظهر المناطق قليلة الأمن المائي باللون الأحمر.

يعرف الأمن المائي بأنه الكمية المتوفرة من الماء الجيد والكافي للصحة والإنتاج ومتطلبات الحياة، ومقرون بالمستوى الملائم من الخطر المتعلق بالماء. لايمكن تحقيق التنمية المستدامة بدون أمن مائي في العالم.يتكامل العالم الآمن مائياً مع القلق على قيمة الماء الجوهرية وبما يتعلق بأهميته لبقاء الإنسان وصحته.

## أبحاث

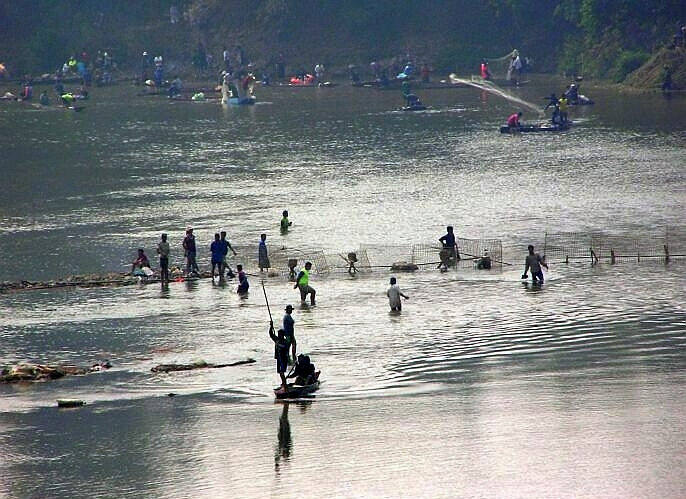
الصيد في نهر نين في تايلاند

وفقاً لمجلة نيتشر (2010) ، يعيش حوالي 80% من تعداد السكان في العالم (5.6 بليون في 2011) في أماكن فيها نقص بالأمن المائي.نقص الأمن المائي هو خطر مشترك على الإنسان والطبيعة.يمكن أن تكون استراتيجيات إدارة موارد المياه الإنسانية مؤذية للحياة البرية، مثل هجرة الأسماك.المناطق الكثيفة سكانياً وتستخدم أسلوب الزراعة المكثفة، مثل الولايات المتحدة الأمريكية وأوروبا، تملك تهديد كبير بنقص الأمن المائي.يُستخدم الماء بشكل متزايد كسلاح في النزاعات. الأمن المائي غير المستقر دائما مايكون مصحوب بأحد أو أكثر من العوامل الأخرى مثل الفقر، الحرب والنزاعات، ضعف تطوير المرأة وانحطاط بيئي. قدر الباحثون خلال عامي 2010-2015، مبلغ 800$ بليون دولار لتغطية الاسثتمارات السنوية العالمية في البنية التحتية لموارد المياه. يمكن للإدارة الجيدة لموارد المياه أن تدير حماية التنوع الحيوي والأمن المائي للإنسانية بشكل مشترك.

## البلدان الأكثر تاثراً

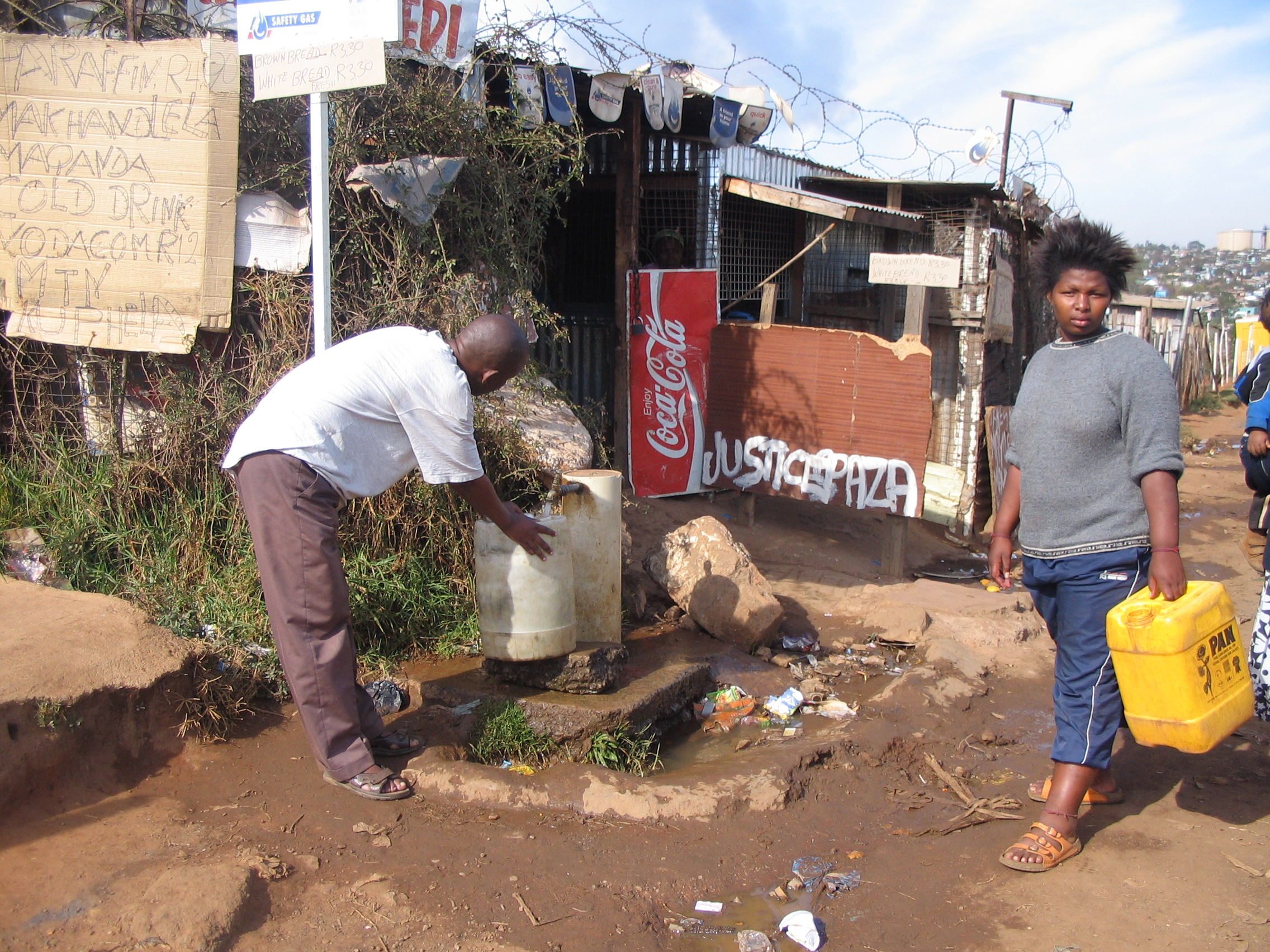
صنبور مشترك لمياه الشرب في سويتو، جوهانسبرغ، جنوب أفريقيا

بحسب الخريطة التي نشرت من قبل المجموعة الاستشارية للبحوث الزراعية الدولية (CGIAR)، البلدان التي تعاني من ندرة الماء هي أفريقيا الشمالية، الشرق الأوسط، الهند، آسيا الوسطى، الصين، شيلي، كولومبيا، جنوب أفريقيا وأستراليا.يزداد الأمن المائي في جنوب آسيا.

## وصلات إضافية
- Water Quality and Security Blog
- World Water Council
- Water for Food, Water for Life: A Comprehensive Assessment of Water Management in Agriculture
- Water Conflict Chronology from "The World's Water" (Island Press, Washington)
- Whitewater Security
- Asia's Next Challenge: Securing the Region's Water Future
- Water Diplomacy, Strategic Foresight Group
- Article Collection: Water Security in a Changing World, International Relations and Security Network